# Terry Bozzio
Terry John Bozzio (27 de diciembre de 1950) es un baterista estadounidense, conocido por tocar junto con Frank Zappa, así como con artistas como UK, Korn, Fantômas y Luis Alberto Spinetta.

## Biografía
Bozzio nació en San Francisco, California, en el seno de una familia italo-estadounidense. Asistió al instituto en San Anselmo, California, donde recibió una beca musical en 1969. Se ganó su reputación grabando y yendo de gira con Frank Zappa (y apareciendo en el directo de la película "Baby Snakes") y luego con la banda UK. Tras una audición para Zappa fue aceptado. Es concretamente famoso por poder interpretar "The Black Page" de Zappa, una pieza musical compuesta para ser la "pesadilla de cualquier músico", una partitura tan rellena de notas que la hace parecer prácticamente negra. Actualmente reside en Austin, Texas con su mujer Ev y su hijo Raanen.
Más adelante en 1980, Bozzio formó "Missing Persons" con su entonces esposa como vocalista, Dale Bozzio, además del exguitarrista y el exbajista de Zappa Warren Cuccurullo y Patrick O'Hearn respectivamente, y el teclista Chuck Wild. Con dicha banda logró un éxito relativo en Estados Unidos, básicamente por la difusión que tuvo en la cadena MTV. Missing Persons se disolvió en 1986, luego del declive de su popularidad y del simultáneo divorcio de Terry y Dale.
En el verano de 2005 Bozzio entró en Fantômas como sustituto de Dave Lombardo para su gira europea. Bozzio fue añadido al Guitar Center's RockWalk de Hollywood en enero de 2006, con otros íconos del rock como Ronnie James Dio o Slash.
Bozzio ha trabajado recientemente con la banda Korn en su octavo álbum de estudio tras la baja temporal de su baterista, David Silveria. Estaba previsto que les acompañara además en su gira este verano, pero ha abandonado el grupo. James Shaffer, guitarrista de Korn, alegó que Bozzio pedía cosas "ofensivas", como demandar autoría de los trabajos; lo que adjudicaría a Bozzio un 25% de los royalties de la banda. Tocó en un increíble concierto con el gran baterista Álvaro Ludowieg.

## Innovación musical
Bozzio es conocido por el uso intensivo del ostinato, un trozo de melodía para batería. En la mayoría de sus trabajos el ostinato es interpretado usando diversos bombos y permutaciones de hi-hat, mientras que interpreta un solo contra estos ritmos usando las manos. Bozzio desarrolló la aplicación del ostinato a la batería fijándose en cómo un pianista interpreta solos o contra-ritmos contra el ostinato.
Bozzio además ha creado composiciones orquestales en la batería mediante la interpretación de poliritmos y polímetro con su kit personalizado, en el cual los tom están afinados en notas específicas para crear la atmósfera característica del sonido de Bozzio. Su repercusión se puede observar en algunos de los baterías más prominentes hoy como Mike Portnoy, Marco Minnemann, Thomas Lang y Mike Mangini.
Su influencia es cada vez más fuerte; los percusionistas actuales intentan romper las barreras de la batería tradicional rítmica para tomar un papel más importante como líder del grupo, posición dominada por la guitarra en la música occidental.

## Discografía

### En solitario
- Solo Drum Music I/II & III
- Drawing The Circle
- Chamber Works
- Solos & Duets (con Chad Wackerman)
- Nine Short Films (con Billy Sheehan)
- Chamber Works (2005, con Metropole Orchestra)

### Frank Zappa
- Bongo Fury
- Zoot Allures
- Live In New York
- Sheik Yerbouti
- FZ:OZ
- Sleep Dirt
- Baby Snakes

### Missing Persons
- Missing Persons (EP)
- Spring Session M
- Rhyme & Reason
- Color In Your Life

### UK
- Danger Money
- Night After Night

### Otros
Explorers Club
- Age of impact (1998)
- Raising the mammoth (2002)

The Brecker Brothers
- Heavy Metal Be-Bop

Bozzio Levin Stevens
- Black Light Syndrome
- Situation Dangerous

Jeff Beck
- Guitar Shop

Steve Vai
- Sex and Religion

Vivian Campbell
- Two Sides Of If

Korn
- Untitled

The Knack
- Zoom

Hideto "Hide" Matsumoto
- "Hide Your Face"

Luis Alberto Spinetta
- "Only love can sustain" (1980)